# Jonathan Bernier
Jonathan Bernier (* 7. August 1988 in Laval, Québec) ist ein ehemaliger kanadischer Eishockeytorwart, der im Verlauf seiner aktiven Karriere zwischen 2004 und 2022 unter anderem 413 Spiele für die Los Angeles Kings, Toronto Maple Leafs, Anaheim Ducks, Colorado Avalanche, Detroit Red Wings und New Jersey Devils in der National Hockey League (NHL) bestritten hat. Mit den Los Angeles Kings gewann Bernier in den Playoffs 2012 den Stanley Cup.

## Karriere

### Jugend
Jonathan Bernier begann seine Karriere 2004 bei den Lewiston MAINEiacs aus der Ligue de hockey junior majeur du Québec (LHJMQ). Dort war er in seiner ersten Saison der Back-up-Torwart hinter Jaroslav Halák und kam auf insgesamt 23 Einsätze. In seinem zweiten Jahr nahm er die Position des Stammtorhüters ein und verbuchte insgesamt 27 Siege. Nach dem Ende der Saison kam er im April 2006 bei der U18-Weltmeisterschaft für das Team Kanada zum Einsatz. Bernier absolvierte alle Spiele für das Team und verbuchte einen guten Gegentorschnitt von 1,71 bei einer Fangquote von 94,3 Prozent. Allerdings scheiterte Kanada im Halbfinale an Finnland und musste sich nach einer weiteren Niederlage im Spiel um die Bronzemedaille mit dem vierten Platz zufriedengeben. Zwei Monate später wurde Bernier im NHL Entry Draft 2006 von den Los Angeles Kings aus der National Hockey League (NHL) in der ersten Runde an der elften Position ausgewählt, einigte sich wenig später mit den Kings auf einen Dreijahresvertrag, blieb aber vorerst in der LHJMQ bei den MAINEiacs.
Im Dezember 2006 wurde er ins Trainingscamp der kanadischen U20-Auswahl für die Junioren-Weltmeisterschaft eingeladen, konnte sich aber nicht gegen Leland Irving und Carey Price durchsetzen. Stattdessen zeigte er weiterhin gute Leistungen in der LHJMQ und hatte am Ende der Saison den zweitbesten Gegentorschnitt der Liga. In den Playoffs war er der wichtige Rückhalt seiner Mannschaft, als sie den Coupe du Président gewannen und er selbst mit der Trophée Guy Lafleur als wertvollster Spieler der Playoffs ausgezeichnet wurde. Durch den Gewinn der Meisterschaft durften die MAINEiacs an der Finalrunde um den Memorial Cup teilnehmen, scheiterten jedoch als erstes der vier Teams. Im August 2007 trat Bernier mit einer kanadischen U20-Auswahl in der acht Spiele umfassenden Super Series gegen Russland an. Kanada gewann sieben Spiele und Bernier kassierte in drei Spielen nur drei Gegentreffer und schaffte als einziger Torhüter einen Shutout.

### NHL
Im September 2007 nahm Jonathan Bernier am Trainingscamp der Los Angeles Kings teil, wo er sich für einen Platz im NHL-Kader empfahl und er somit Dan Cloutier verdrängen konnte. Den ersten Einsatz hatte er beim NHL-Saisonauftakt am 29. September in der britischen Hauptstadt London gegen den Titelverteidiger Anaheim Ducks und feierte seinen ersten Sieg. Bei seinen folgenden Einsätzen zeigte er Schwächen und wurde zurück zu den Lewiston MAINEiacs in die LHJMQ geschickt. Dort konnte er mit dem Team nicht an die Leistung des Vorjahrs anknüpfen, spielte selbst aber dennoch eine gute Saison. In den Playoffs schieden sie in der ersten Runde aus. Bernier wurde daraufhin in den Kader der Manchester Monarchs, dem Farmteam der Los Angeles Kings aus der American Hockey League (AHL), berufen und bestritt die letzten Saisonspiele mit dem Team. Ab der Saison 2008/09 war er fester Bestandteil der Manchester Monarchs und teilte sich die Einsatzzeiten mit Jonathan Quick. Ab 2010 gehörte er fest zum NHL-Kader der Kings. Während des NHL-Lockouts 2012 wechselte Bernier zu den Heilbronner Falken in die 2. Eishockey-Bundesliga, nachdem sich Kevin Nastiuk und Domenic Bartels verletzt hatten.
Am 23. Juni 2013 wurde Bernier im Tausch gegen Ben Scrivens, Matt Frattin, sowie einem Zweitrunden-Wahlrecht im NHL Entry Draft 2014 oder 2015 zu den Toronto Maple Leafs transferiert. Dort avancierte der Schlussmann in den folgenden drei Spielzeiten zum Stammtorwart der Kanadier und bildete ein Duo mit James Reimer. Nach der Verpflichtung von Frederik Andersen im Juni 2016 gaben die Leafs Bernier wenige Wochen später für ein Wahlrecht im NHL Entry Draft 2017 an die Anaheim Ducks ab. Dort verbrachte er eine Saison, bevor er sich als Free Agent im Juli 2017 der Colorado Avalanche anschloss. Anschließend wechselte er im Juli 2018 in gleicher Weise zu den Detroit Red Wings, wobei er in der Motor City einen Dreijahresvertrag erhielt. Kurz vor dem Auslaufen seines Vertrag wurden die Rechte an ihm im Juli 2021 samt einem Drittrunden-Wahlrecht im NHL Entry Draft 2021 an die Carolina Hurricanes abgegeben, während Alex Nedeljkovic nach Detroit wechselte. Da sich Bernier mit den Hurricanes jedoch nicht auf einen Vertrag einigen konnte, schloss er sich Ende Juli den New Jersey Devils an. Er unterzeichnete dort einen Zweijahresvertrag mit einem Gesamtvolumen von 8,25 Millionen US-Dollar. Die Saison 2022/23 verpasste er in der Folge komplett aufgrund einer Hüftverletzung und gab im August 2023 im Alter von 35 Jahren das Ende seiner aktiven Karriere bekannt.

## Erfolge und Auszeichnungen
| - 2006 Teilnahme am CHL Top Prospects Game - 2007 Coupe-du-Président-Gewinn mit den Lewiston MAINEiacs - 2007 Trophée Guy Lafleur - 2007 LHJMQ Second All-Star Team - 2007 CHL Second All-Star Team | - 2010 Teilnahme am AHL All-Star Classic - 2010 AHL First All-Star Team - 2010 Aldege „Baz“ Bastien Memorial Award - 2012 Stanley-Cup-Gewinn mit den Los Angeles Kings - 2012 Spengler-Cup-Gewinn mit dem Team Canada |

### International
- 2006 All-Star-Team der U18-Junioren-Weltmeisterschaft
- 2008 Goldmedaille bei der U20-Junioren-Weltmeisterschaft

## Karrierestatistik

### International
Vertrat Kanada bei:
| - World U-17 Hockey Challenge 2005 - U18-Junioren-Weltmeisterschaft 2006 - Super Series 2007 | - U20-Junioren-Weltmeisterschaft 2008 - Weltmeisterschaft 2011 |

(Legende zur Torhüterstatistik: GP oder Sp = Spiele insgesamt; W oder S = Siege; L oder N = Niederlagen; T oder U oder OT = Unentschieden oder Overtime- bzw. Shootout-Niederlage; Min. = Minuten; SOG oder SaT = Schüsse aufs Tor; GA oder GT = Gegentore; SO = Shutouts; GAA oder GTS = Gegentorschnitt; Sv% oder SVS% = Fangquote; EN = Empty Net Goal; 1 Play-downs/Relegation; Kursiv: Statistik nicht vollständig)